# Leopold Anton Gölis

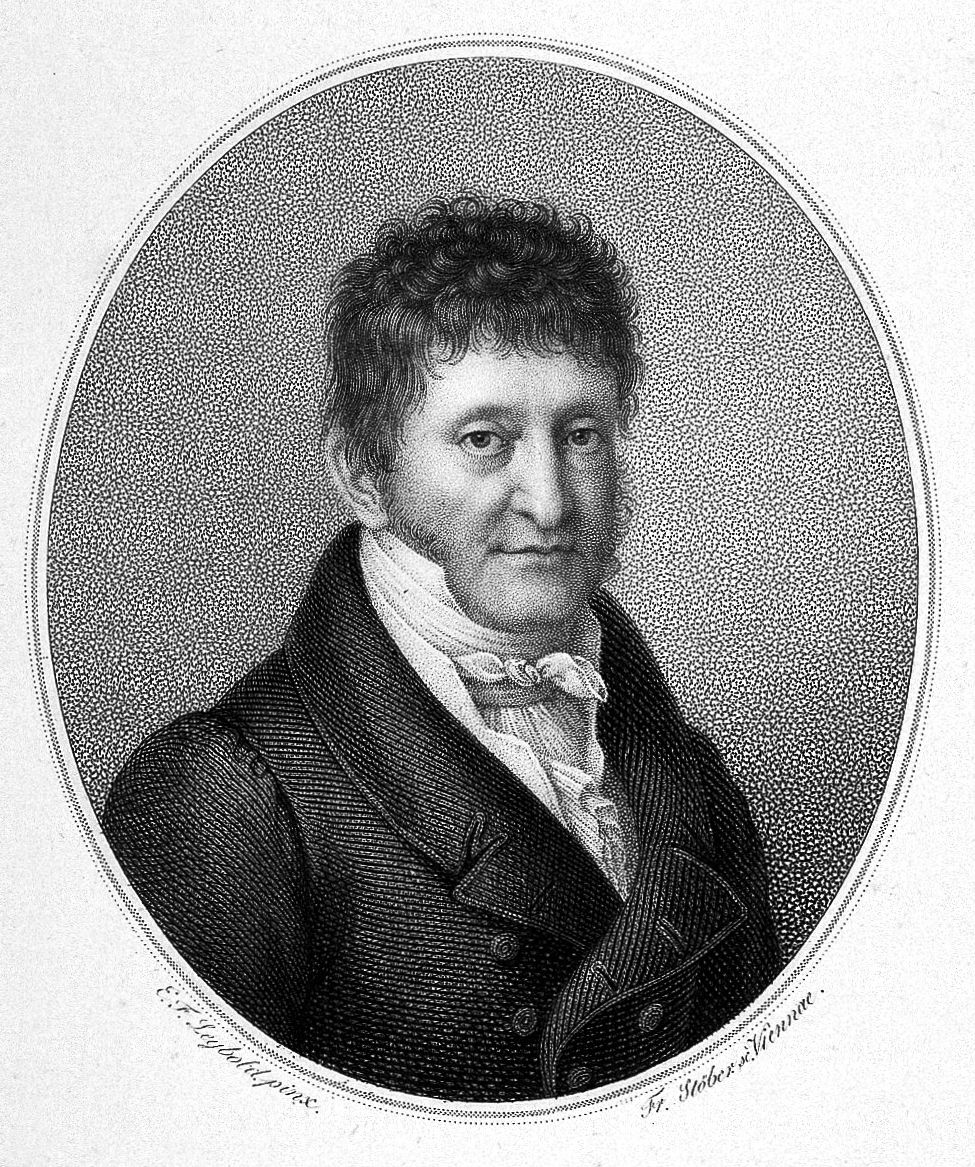
Leopold Anton Gölis, gemalt von Eduard Friedrich Leybold, gestochen von Franz Xaver Stöber

Leopold Anton Gölis (* 19. Oktober 1764 in Weissenbach, Steiermark; † 20. Februar 1827 in Wien) war ein österreichischer Kinderarzt.

## Leben
Gölis besuchte nach der Piaristenschule in Gleisdorf das Gymnasium und das Lyceum in Graz. 1788 übersiedelte er nach Wien und studierte Medizin an der Universität Wien. 1793 promovierte Gölis zum Doktor und arbeitete ab 1794 als praktischer Arzt. Noch im selben Jahr übernahm er die Leitung des von Joseph Johann Mastalier gegründeten Kinderkranken-Instituts in der Wollzeile, in dem Kinder mittelloser Eltern unentgeltlich behandelt wurden. Finanzierte sich das Institut zuvor nur aus Spenden, so wandelte Gölis die Einrichtung in ein öffentliches Institut um. Gölis leitete das Institut 32 Jahre lang und wurde für seine Verdienste von Kaiser Franz II. zum Sanitätsrat ernannt. Zudem war Gölis ab 1821 Leibarzt des Sohnes von Erzherzogin Marie-Louise von Österreich.
Gölis war ein bedeutender Pionier zur Entwicklung der Kinderheilkunde zu einem Spezialfach und gilt deshalb als Begründer der Pädiatrie. Aus Zeitmangel konnte Gölis jedoch keiner eigentlichen Lehrtätigkeit nachgehen. Seine Erfahrungen hielt Gölis in seinen Vorschlägen zur Verbesserung der körperlichen Erziehung in den ersten Lebensperioden fest. In seinen zweibändigen Praktischen Abhandlungen berichtete er insbesondere von der „hitzigen Gehirnhöhlen-Wassersucht“ und dem chronischen Hydrocephalus. Im zweiten Band dieses Werkes gab er eine Übersicht über die Häufigkeit von und berichtete von 137 Diagnosen, die in seinem Institut gestellt wurden.

## Werke
- Warnung vor der häutigen Bräune, einer gefährlichen und schnell tödtenden Krankheit der Kinder. Anton Strauß, Wien 1807.
- Vorschläge zur Verbesserung der körperlichen Kinder-Erziehung in den ersten Lebens-Perioden. Mit Warnungen vor tückischen Krankheiten, schädlichen Gebräuchen und verderblichen Kleidungsstücken. Anton Strauß, Wien 1811 (Digitalisat in der Google-Buchsuche).
  - 2. Auflage: Vorschläge zu Verbesserung der körperlichen Kinder-Erziehung in den ersten Lebens-Perioden mit Warnungen vor tückischen und schnell tödtenden Krankheiten, schädlichen Gewohnheiten und Gebräuchen, und verderblichen Kleidungsstücken. Carl Gerold, Wien 1823 (Digitalisat in der Google-Buchsuche).
- Tractatus de rite cognoscenda et sananda angina membranacea. Anton Strauß, Wien 1813 (Digitalisat in der Google-Buchsuche).
- Praktische Abhandlungen über die vorzüglicheren Krankheiten des kindlichen Alters. Carl Gerold, Wien.
  - Bd. 1: Von der hitzigen Gehirnhöhlen-Wassersucht. 1815 (Digitalisat).
  - Bd. 2: Vom innern chronischen Wasserkopfe und von den verschiedenen Arten des äußern Wasserkopfes. 1818 (Digitalisat).